# Lockdown (película)
Lockdown es una película nigeriana de suspenso psicológico de 2021 escrita y dirigida por Moses Inwang. Está protagonizada por Omotola Jalade Ekeinde, Tony Umez y Charles Awurum. Fue producida en colaboración por los estudios Sneeze Films, FilmOne, iFactory Films y CEM Media Group. Está inspirada en el médico Ameyo Adadevoh, a quien se le atribuye haber frenado una mayor propagación del virus del Ébola en Nigeria al poner al paciente cero, el liberiano Patrick Sawyer, en cuarentena a pesar de la presión del gobierno de Liberia. Se estrenó en cines el 28 de mayo de 2021 y recibió críticas mixtas.

## Elenco
- Omotola Jalade Ekeinde
- Tony Umez
- Charles Awurum
- Sola Sobowale
- Ini Dima-Okojie
- Chioma Akpotha
- Jide Kene Achufusi
- Deyemi Okanlawon
- Nobert Young

## Producción
El rodaje se pospuso debido a las medidas implementadas en Nigeria durante la primera ola de la pandemia COVID-19 en marzo de 2020. La película se convirtió en el segundo lote del Western African Film Fund con la colaboración de Sneeze Films, FilmOne, iFactory Films y CEM Media Group junto con HuaHua Media y Empire Entertainment. La trama se desarrolló en base al brote de ébola a pesar de las especulaciones de que se trataría sobre el brote de COVID-19. El director, Inwang, reveló que había comenzado a concebir la historia en 2016 basándose en el brote del virus del Ébola en 2015.